# RMS Adriatic (1907)
RMS Adriatic byla linková loď White Star Line, čtvrtá a poslední v pořadí z „Velké čtyřky“ s tonáží nad 20 000 BRT a jediná, která nebyla nikdy největší lodí na světě. Ze čtveřice však byla nejrychlejší a největší. Byla to první loď, která měla vevnitř plavecký bazén a tureckou lázeň.

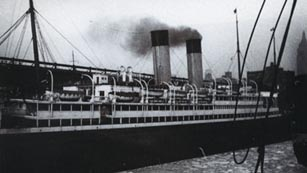
Adriatic v New Yorku

Byl vybudován v loděnicích Harland & Wolff v Belfastu a na vodu spuštěn 20. září 1906 (ve stejný den jako RMS Mauretania rejdařství Cunard). Když byl dokončen, byl široký 22,8 m. Na svou první plavbu z Liverpoolu do New Yorku vyplul 8. května 1907 pod velením kapitána Smithe. Po této plavbě byl přesunut do Southamptonu. Byl první lodí White Star Line (která nyní přesunula svůj hlavní britský přístav do Southamptonu), která použila tamější nový přístav White Star Dock (v roce 1922 byl přejmenován na Ocean Dock). Na této trase plul do roku 1911, kdy za něj službu přebral Olympic. Adriatic se tak vrátil zpět do Liverpoolu. Ve službě zůstal i během války. Transatlantickou linku opustil v roce 1933.
Jako tříměsíční dítě plula v roce 1912 na Adriaticu zpět domů z Ameriky i Millvina Dean. Ta byla až do své smrti v roce 2009 poslední osobou, která přežila potopení Titaniku.
Adriatic naposled opustil Liverpool 19. prosince 1934 a v roce 1935 byl v Onomiči v Japonsku sešrotován.